# ارکیده ریشوی والا
ارکیده ریشوی والا (نام علمی: Calochilus praealtus) نام یک گونه از سرده ارکیده‌های ریشو است.